# Jay Humphries
John Jay Humphries (Los Ángeles, California, Estados Unidos; 17 de octubre de 1962) es un exjugador y exentrenador de baloncesto estadounidense que disputó once temporadas en la NBA.

## Trayectoria deportiva

### Universidad
Con los Buffaloes de la Universidad de Colorado, Humphries batió 16 récords escolares, incluyendo un total de 315 robos en su carrera. Durante la temporada 1982-83, lideró a la nación en robos con un promedio de 4.1 y rompió el récord de Big Eight Conference por robos en una temporada (92 por Darnell Valentine, Universidad de Kansas, 1980-81) con 115 en 28 partidos.  Tuvo 10 robos en un partido sin conferencia contra la Universidad de Wisconsin-Milwaukee.

### Profesional

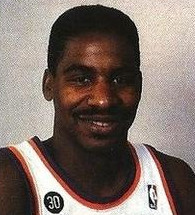
Humphries en 1987

Fue seleccionado undécimo en el draft de la NBA de 1984 por los Phoenix Suns. Fue traspasado a los Milwaukee Bucks en 1987. Los Bucks los traspasaron a Utah Jazz a comienzos de la temporada 1992-93 de la NBA a cambio de Blue Edwards.
Humphries se retiró en 1995 como miembro de los Boston Celtics; él posee promedios de 11.1 puntos y 5.5 asistencias por partido.
En 1998 participó en un equipo de jugadores retirados de la NBA, en el que también se encontraban Kareem Abdul-Jabbar, Oscar Robertson y Adrian Dantley en un tour por China de exhibición ante el equipo nacional Chino.

## Estadísticas de su carrera en la NBA

### Temporada regular
| Año     | Equipo    | PJ  | PT  | MPP  | %TC  | %3P  | %TL  | RPP | APP | ROB | TPP | PPP  |
| ------- | --------- | --- | --- | ---- | ---- | ---- | ---- | --- | --- | --- | --- | ---- |
| 1984–85 | Phoenix   | 80  | 39  | 25.8 | .446 | .200 | .829 | 2.1 | 4.4 | 1.3 | 0.1 | 8.8  |
| 1985–86 | Phoenix   | 82  | 82  | 33.3 | .479 | .138 | .767 | 3.2 | 6.4 | 1.6 | 0.1 | 11.0 |
| 1986–87 | Phoenix   | 82  | 82  | 31.5 | .477 | .185 | .769 | 3.2 | 7.7 | 1.4 | 0.1 | 11.3 |
| 1987–88 | Phoenix   | 50  | 33  | 31.1 | .545 | .188 | .741 | 3.0 | 7.1 | 1.2 | 0.1 | 12.7 |
| 1987–88 | Milwaukee | 18  | 0   | 14.0 | .370 | .000 | .643 | 1.3 | 2.3 | 1.1 | 0.1 | 2.7  |
| 1988–89 | Milwaukee | 73  | 50  | 30.4 | .483 | .266 | .816 | 2.6 | 5.5 | 1.9 | 0.1 | 11.6 |
| 1989–90 | Milwaukee | 81  | 81  | 34.8 | .494 | .300 | .786 | 3.3 | 5.8 | 1.9 | 0.1 | 15.3 |
| 1990–91 | Milwaukee | 80  | 80  | 34.1 | .502 | .373 | .799 | 2.8 | 6.7 | 1.6 | 0.1 | 15.2 |
| 1991–92 | Milwaukee | 71  | 71  | 31.8 | .469 | .292 | .783 | 2.6 | 6.6 | 1.7 | 0.2 | 14.0 |
| 1992–93 | Utah      | 78  | 20  | 26.1 | .436 | .200 | .777 | 1.8 | 4.1 | 1.3 | 0.1 | 8.8  |
| 1993–94 | Utah      | 75  | 19  | 21.6 | .436 | .396 | .750 | 1.7 | 2.9 | 0.9 | 0.1 | 7.5  |
| 1994–95 | Utah      | 12  | 0   | 12.4 | .160 | .667 | .000 | 0.8 | 0.8 | 0.6 | 0.0 | 0.8  |
| 1994–95 | Boston    | 6   | 0   | 8.7  | .444 | .000 | .500 | 0.5 | 1.7 | 0.3 | 0.0 | 1.7  |
| Total   | Total     | 788 | 557 | 29.3 | .476 | .297 | .782 | 2.5 | 5.5 | 1.5 | 0.1 | 11.1 |

### Playoffs
| Año     | Equipo    | PJ | PT | MPP  | %TC  | %3P  | %TL  | RPP | APP | ROB | TPP | PPP  |
| ------- | --------- | -- | -- | ---- | ---- | ---- | ---- | --- | --- | --- | --- | ---- |
| 1984–85 | Phoenix   | 3  | 3  | 30.0 | .645 | .000 | .750 | 1.7 | 5.3 | 0.7 | 0.0 | 16.3 |
| 1987–88 | Milwaukee | 2  | 0  | 9.0  | .000 | .000 | .000 | 1.5 | 0.5 | 0.5 | 0.0 | 0.0  |
| 1988–89 | Milwaukee | 9  | 9  | 35.9 | .495 | .167 | .882 | 3.0 | 7.8 | 0.9 | 0.0 | 14.6 |
| 1989–90 | Milwaukee | 3  | 2  | 26.3 | .533 | .333 | .769 | 1.7 | 6.3 | 1.0 | 0.0 | 9.0  |
| 1990–91 | Milwaukee | 3  | 3  | 41.0 | .531 | .400 | .900 | 2.0 | 8.3 | 0.7 | 0.0 | 15.0 |
| 1992–93 | Utah      | 5  | 0  | 23.0 | .333 | .250 | .500 | 2.0 | 3.4 | 0.6 | 0.6 | 5.2  |
| 1993–94 | Utah      | 16 | 0  | 22.3 | .426 | .318 | .679 | 2.3 | 2.4 | 0.8 | 0.1 | 7.4  |
| total   | total     | 41 | 17 | 26.9 | .467 | .268 | .782 | 2.3 | 4.6 | 0.8 | 0.1 | 9.7  |